# Vakjakt

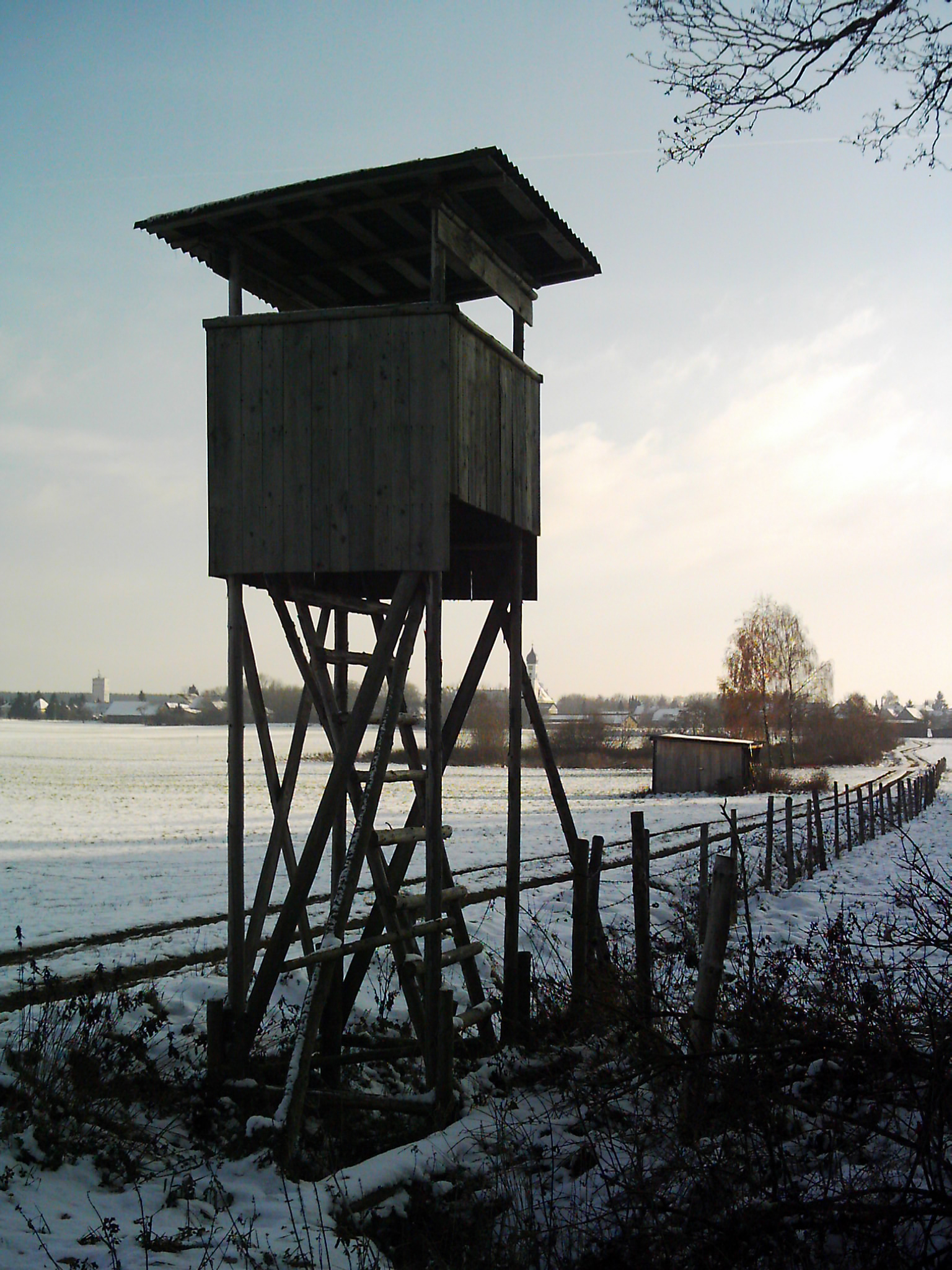
Jakttorn.

Vakjakt innebär att jägaren sitter tyst och dold i väntan på att ett vilt skall visa sig i skjutläge. 
Vakjakt bedrivs både dag- och nattetid. Från gryning till skymning bedrivs vakjakt på älg, hjort och råbock (/rådjur). Vakjakt nattetid är på räv och vildsvin. Normalt sett används kulvapen vid vakjakt. Kalibern bestäms utifrån det villebråd man avser fälla. Vanligen sitter jägaren i ett jakttorn vid vakjakt. Vakkojor är vanliga vid kvälls- och nattvakt på vildsvin. Vid viss vakjakt används åtel (räv, vildsvin), men den korrekta benämningen på detta torde då vara åteljakt.